# Região Geográfica Imediata de Três Corações

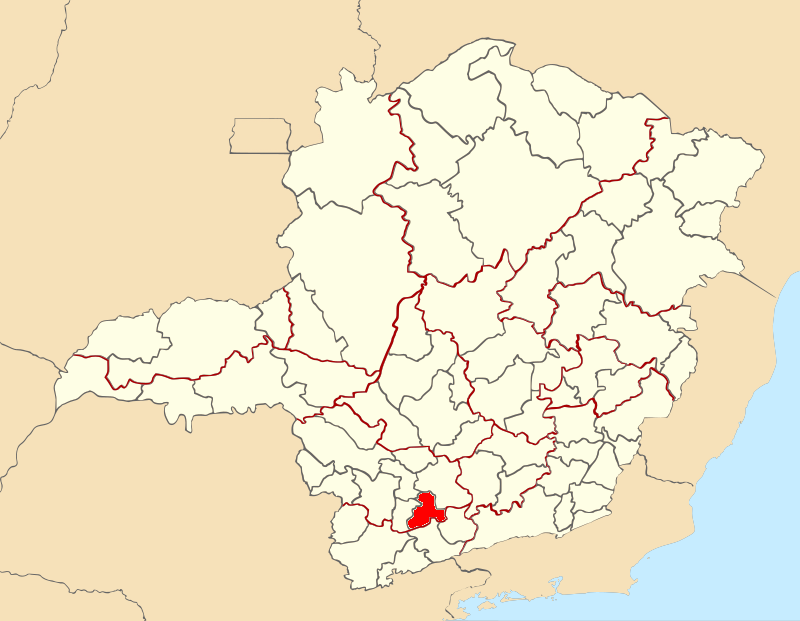
Região Geográfica Imediata de Três Corações.

A Região Geográfica Imediata de Três Corações é uma das 70 regiões geográficas imediatas do Estado de Minas Gerais, uma das dez regiões geográficas imediatas que compõem a Região Geográfica Intermediária de Varginha e uma das 509 regiões geográficas imediatas do Brasil, criadas pelo IBGE em 2017.

## Municípios
É composta por 6 municípios:
- Cambuquira
- Campanha
- Carmo da Cachoeira
- São Bento Abade
- São Tomé das Letras
- Três Corações

## Estatísticas
Tem uma população estimada pelo IBGE para 1.º de julho de 2017 de 132 728 habitantes e área total de 2 366,488 km².